# وادي عمق
وادي عمق هو وادي كبير يمتد على طول المنطقة من أعالي جبال الحجاز ويمر بمدينة أبو راكة وينزل إلى عالية نجد مرورًا بمطقة الرقيق إلى ان يصب في أكبر اودية الجزيرة العربية وادي تربة
تكثر به النباتات بأنواعيها وكذالك العدود القديمة والآبار.

## مصدر
- معجم اودية الجزيرة جزئين
- معجم البلدان
- معجم حمد الجاسر

## وصلات ذات علاقة
- أبو راكة
- قرية الخيالة
- وادي بوا
- وادي ضراء
- سد وادي تربة